# Australasian Championships 1912
Die 8. Australasian Championships waren ein Tennis-Rasenplatzturnier der Klasse Grand Slam. Es fand vom 30. Dezember bis 1. Januar 1912 in Hastings, Neuseeland statt.
Titelverteidiger waren im Einzel Norman Brookes und im Doppel Rodney Heath und Randolph Lycett.